# Adrien Dieudonné
Pour les articles homonymes, voir Dieudonné (homonymie).
Adrien Dieudonné (1912-1982) est un médailleur et sculpteur français. 

## Biographie

### Famille
Adrien Félicien Dieudonné est né à Croth le 31 mars 1912 du mariage de Félix-Louis Dieudonné, ouvrier papetier, et d'Adrienne-Jeanne-Clémence Pilfert.
Dieudonné épouse le 4 mars 1935 Henriette Simone Lagardette à Sainte-Geneviève-des-Bois (Essonne) ; c'est là qu'il meurt le 11 août 1982.

### Graveur
Devenu graveur sur médaille, Adrien Dieudonné est, entre autres, l'auteur du revers des pièces de monnaie françaises courantes dont l'autre face est due au graveur Henri Lagriffoul, de 5, 10, 20 et 50 centimes. 
Ces pièces ont reçu le nom de type « Lagriffoul-Dieudonné ». Elles ont été frappées à partir de 1962 par la Monnaie de Paris,,,.